# Manfred Schmitt-Fiebig
Manfred Schmitt-Fiebig (* 8. August 1924 in Worms; † 8. März 2001) ist ein deutscher Architekt.

## Leben

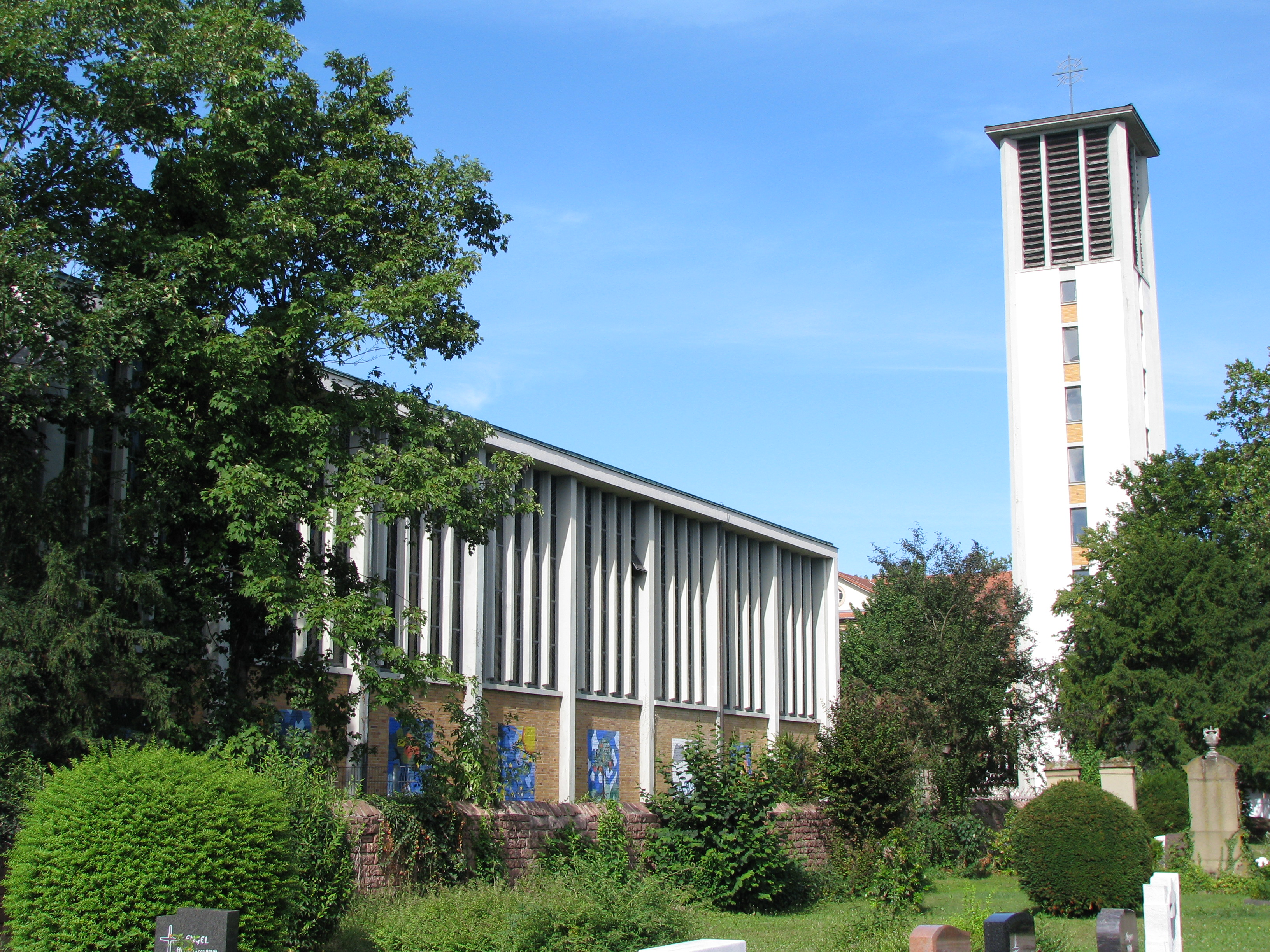
St. Bartholomäus, Heidelberg-Wieblingen

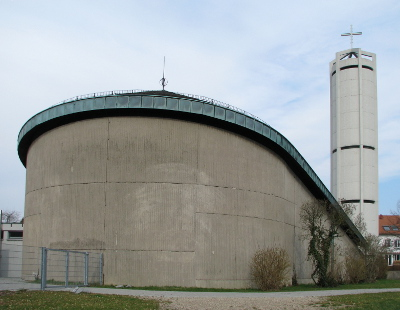
Christkönigskirche, Großsachsen

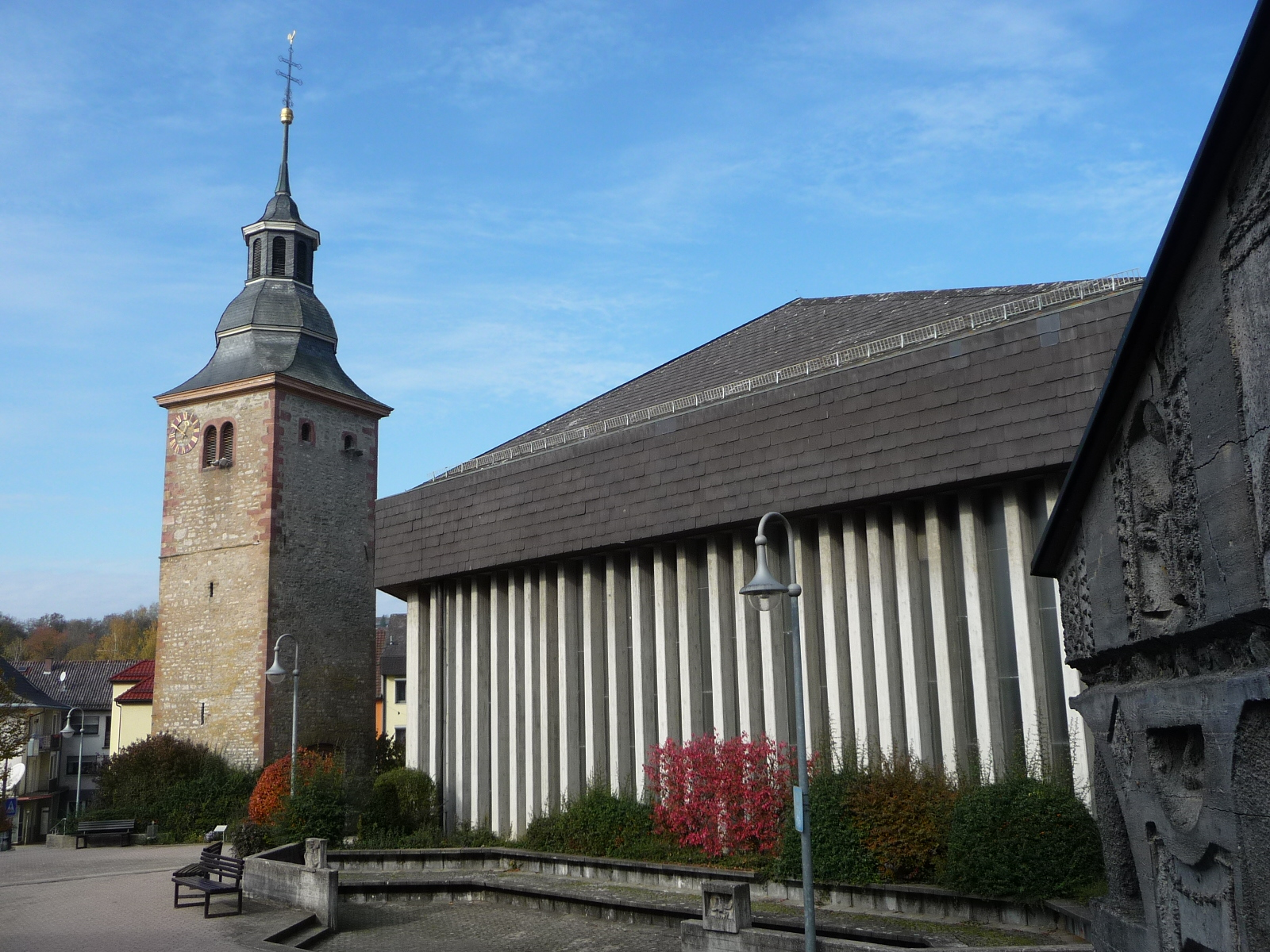
St. Kilian, Osterburken

Manfred Schmitt-Fiebig studierte nach dem Abitur und Kriegsdienst von 1946 bis 1950 Architektur an der Technischen Hochschule Karlsruhe, wo er 1950 seine Diplom-Hauptprüfung bei Egon Eiermann ablegte. Danach war er für die Gesamtkirchengemeinde Mannheim als Bauleiter für den Wiederaufbau des Altenheims St. Clara tätig. Seit 1952 arbeitete er am Erzbischöflichen Bauamt Heidelberg des Erzbistums Freiburg, 1956 wurde er hier außerplanmäßiger Bauassessor und Vertreter des Dienstvorstands, 1961 Baurat, 1963 Leiter der Planungsabteilung. 1973 wurde er zum Erzbischöflichen Baudirektor ernannt. Von 1977 bis zu seinem Ruhestand 1985 war er als Erzbischöflicher Oberbaudirektor Vorstand des Erzbischöflichen Bauamts Heidelberg.

## Werk
Manfred Schmitt-Fiebig entwarf zahlreiche katholische Kirchenneubauten oder Erweiterungen im Norden der Erzdiözese Freiburg. Seine Bauten waren teilweise umstritten, wie der Entwurf der Pfarrkirche St. Bartholomäus in Heidelberg-Wieblingen (1955/56), die in ihrer modernen Form und mit dem freistehenden Campanile in der Gemeinde anfangs auf Ablehnung stieß. Während St. Bartholomäus, wenn auch mit modernen Materialien, an traditionelle longitudinale Kirchenbauten erinnert, haben seine späteren Bauten freie Grundrisse und setzen im Sinne der Liturgiereform des Zweiten Vatikanums auf eine enge Verbindung zwischen Volk und Altarraum. Insbesondere St. Michael in der Heidelberger Südstadt, erbaut 1962/63 auf einem fünfeckigen Grundriss, verwendete neue Formen, war Vorbild für viele spätere Kirchenbauten und wurde als typusbildend unter Denkmalschutz gestellt.

## Bauten
- 1955–1956: Pfarrkirche St. Bartholomäus in Heidelberg-Wieblingen
- 1958–1960: St. Bruder Klaus in Edingen
- 1963–1965: St. Johannes in Heidelberg-Rohrbach (mit Hans Rolli)
- 1962–1963: St. Michael in Heidelberg-Südstadt
- 1963–1965: Christkönigskirche in Großsachsen
- 1968: Dreifaltigkeitskirche in Sandhausen
- 1970–1974: St. Kilian in Osterburken
- 1970–1974:  St. Vitus in Schönfeld
- 1972: Erweiterung von St. Afra in Neckargerach
- 1972–1974: Erweiterung der Pankratiuskapelle in Altwiesloch
- 1975–1977:  Erweiterung von St. Dionys in Bammental
- 1975–1980: Erweiterung von St. Sebastian in Seckach
- 1977: Erweiterung von St. Mariä Himmelfahrt in Krautheim
- 1977–1981: Erweiterung von St. Michael in Wiesenbach